# Xysticus laetus
Xysticus laetus is een spinnensoort uit de familie van de krabspinnen (Thomisidae).
De wetenschappelijke naam van de soort werd in 1875 gepubliceerd door Tord Tamerlan Teodor Thorell.